# Antonio Ríos
Antonio „Cocho” Ríos Martínez (ur. 24 października 1988 w Arcelii) – meksykański piłkarz występujący na pozycji defensywnego lub środkowego pomocnika, reprezentant Meksyku.

## Kariera klubowa
Ríos jest wychowankiem klubu Deportivo Toluca, do którego seniorskiej drużyny został włączony jako dwudziestolatek przez szkoleniowca José Manuela de la Torre po kilku miesiącach występów w drugoligowych rezerwach – Atlético Mexiquense. W pierwszym zespole po raz pierwszy wystąpił 2 stycznia 2009 przeciwko Morelii (1:1) w rozgrywkach InterLigi, jednak w meksykańskiej Primera División zadebiutował szesnaście dni później w zremisowanym 3:3 spotkaniu z Atlante. Podstawowym piłkarzem ekipy został dopiero rok później, po odejściu z niej Israela Lópeza. Premierowego gola w najwyższej klasie rozgrywkowej strzelił 4 kwietnia 2010 w wygranej 5:0 konfrontacji z Estudiantes Tecos. W tym samym sezonie Bicentenario 2010 jako podstawowy zawodnik zdobył z Tolucą swoje pierwsze mistrzostwo Meksyku, a dzięki swoim udanym występom został wybrany w plebiscycie Meksykańskiego Związku Piłki Nożnej odkryciem rozgrywek. W jesiennym sezonie Apertura 2012 zanotował natomiast ze swoją drużyną tytuł wicemistrzowski, zaś w 2014 dotarł do finału najbardziej prestiżowych rozgrywek północnoamerykańskiego kontynentu – Ligi Mistrzów CONCACAF.
| Sezon     | Klub                | Kraj   | Rozgrywki  | Mecze | Bramki |
| --------- | ------------------- | ------ | ---------- | ----- | ------ |
| 2008/2009 | Atlético Mexiquense | Meksyk | Ascenso MX | 23    | 1      |
| 2008/2009 | Deportivo Toluca    | Meksyk | Liga MX    | 2     | 0      |
| 2009/2010 | Deportivo Toluca    | Meksyk | Liga MX    | 21    | 2      |
| 2010/2011 | Deportivo Toluca    | Meksyk | Liga MX    | 28    | 2      |
| 2011/2012 | Deportivo Toluca    | Meksyk | Liga MX    | 32    | 1      |
| 2012/2013 | Deportivo Toluca    | Meksyk | Liga MX    | 32    | 2      |
| 2013/2014 | Deportivo Toluca    | Meksyk | Liga MX    | 33    | 1      |
| 2014/2015 | Deportivo Toluca    | Meksyk | Liga MX    | 37    | 1      |
| 2015/2016 | Deportivo Toluca    | Meksyk | Liga MX    |       |        |

## Kariera reprezentacyjna
W seniorskiej reprezentacji Meksyku Ríos zadebiutował za kadencji tymczasowego selekcjonera Efraína Floresa, 7 września 2010 w wygranym 1:0 meczu towarzyskim z Kolumbią. Pięć lat później został powołany przez Miguela Herrerę na Złoty Puchar CONCACAF, podczas którego pełnił jednak wyłącznie rolę rezerwowego i rozegrał jeden z sześciu możliwych meczów (w wyjściowym składzie), natomiast Meksykanie triumfowali wówczas w turnieju po pokonaniu w finale Jamajki (3:1).